# Kamer van volksvertegenwoordigers (samenstelling 1852-1856)
De 7e legislatuur van de Belgische Kamer van volksvertegenwoordigers liep van 27 september 1852 tot 22 mei 1856.
Tijdens deze legislatuur waren achtereenvolgens de regering-De Brouckère (31 oktober 1852 tot 30 maart 1855) en de regering-De Decker (30 maart 1855 tot 9 november 1857) in functie. De regering-Rogier I en de regering-De Brouckère steunden op een liberale meerderheid. De regering-De Decker was de laatste unionistische regering.

## Verkiezingen
Deze legislatuur volgde uit de verkiezingen van 8 juni 1852. Bij deze verkiezingen werden 54 van de 108 parlementsleden verkozen. Dit was het geval in de kieskringen Gent, Eeklo, Sint-Niklaas, Oudenaarde, Dendermonde, Aalst, Charleroi, Thuin, Bergen, Doornik, Zinnik, Aat, Luik, Hoei, Verviers, Borgworm, Hasselt, Tongeren en Maaseik.
Op 13 juni 1854 vonden tussentijdse verkiezingen plaats, waarbij de overige 54 parlementsleden verkozen werden. Dit was het geval in de kieskringen Antwerpen, Turnhout, Mechelen, Brussel, Leuven, Nijvel, Brugge, Kortrijk, Veurne, Diksmuide, Oostende, Roeselare, Tielt, Ieper, Aarlen, Bastenaken, Marche, Virton, Neufchâteau, Namen, Philippeville en Dinant.
Het nationale kiesstelsel was in die periode gebaseerd op cijnskiesrecht, volgens een systeem van een meerderheidsstelsel, gecombineerd met een districtenstelsel. Iedere Belg die ouder dan 25 jaar was en een bepaalde hoeveelheid cijns betaalde, kreeg stemrecht. Hierdoor was er een beperkt kiezerskorps.

## Zittingen
In de 7e zittingsperiode (1852-1856) vonden vier zittingen plaats. Van rechtswege kwamen de Kamers ieder jaar bijeen op de tweede dinsdag van november.
In 1852 heeft de regering het parlement vroeger dan normaal bijeen geroepen. Daarna heeft de regering het parlement verdaagd van 29 september tot 26 oktober.
De openingszitting op 27 september 1852 werd voorgezeten door ouderdomsdeken Pierre Destriveaux.
| Zitting                | Opening           | Sluiting     |
| ---------------------- | ----------------- | ------------ |
| 1ste zitting 1852-1853 | 27 september 1852 | 15 juni 1853 |
| 2de zitting 1853-1854  | 8 november 1853   | 17 mei 1854  |
| 3de zitting 1854-1855  | 7 november 1854   | 2 juni 1855  |
| 4de zitting 1855-1856  | 13 november 1855  | 24 mei 1856  |

## Samenstelling
| Begin legislatuur (1852) | Begin legislatuur (1852) | Begin legislatuur (1852) | Einde legislatuur (1856) | Einde legislatuur (1856) | Einde legislatuur (1856) |
| Fractie                  | Fractie                  | Zetels                   | Fractie                  | Fractie                  | Zetels                   |
| ------------------------ | ------------------------ | ------------------------ | ------------------------ | ------------------------ | ------------------------ |
|                          | Liberalen                | 64                       |                          | Liberalen                | 60                       |
|                          | Katholieken              | 44                       |                          | Katholieken              | 48                       |

Wijzigingen in fractiesamenstelling:
- Bij de tussentijdse verkiezingen van 1854 verliezen de liberalen 3 zetels ten nadele van de katholieken.
- Théodore Jacques (liberaal) behoort vanaf 1854 tot de katholieken.

## Lijst van de volksvertegenwoordigers
| Volksvertegenwoordiger                      | Partij    | Kieskring     | Opmerkingen |
| ------------------------------------------- | --------- | ------------- | --- |
| Laurent Veydt                               | Liberaal  | Antwerpen     | Ondervoorzitter tot 14 november 1855. |
| Jean Loos                                   | Liberaal  | Antwerpen     | |
| Désiré Vervoort                             | Liberaal  | Antwerpen     | Vervangt vanaf 8 november 1854 Charles Rogier, die bij de tussentijdse verkiezingen niet herkozen raakte. |
| Jean Osy                                    | Katholiek | Antwerpen     | |
| Alphonse della Faille de Leverghem          | Katholiek | Antwerpen     | Vervangt vanaf 8 november 1854 Hyacinthe de Baillet (Liberaal), die bij de tussentijdse verkiezingen niet herkozen raakte. |
| Florentin de Brouwer de Hogendorp           | Liberaal  | Mechelen      | |
| Armand de Perceval                          | Liberaal  | Mechelen      | |
| Félix van den Branden de Reeth              | Katholiek | Mechelen      | |
| Jean-Baptiste Coomans                       | Katholiek | Turnhout      | |
| Charles de Merode-Westerloo                 | Katholiek | Turnhout      | |
| Charles Rogier                              | Liberaal  | Brussel       | Vervangt vanaf 13 februari 1856 Charles de Brouckère, die wegens een meningsverschil met zijn partij ontslag neemt. Daarvoor was Rogier tot 7 november 1854 volksvertegenwoordiger voor de kieskring Antwerpen.                                                                                                   |
| Albéric du Bus de Gisignies                 | Liberaal  | Brussel       | Vervangt vanaf 8 november 1854 Daniel Léon Cans, die bij de tussentijdse verkiezingen niet meer opkwam. |
| Auguste Orts                                | Liberaal  | Brussel       | |
| Charles Thiéfry                             | Liberaal  | Brussel       | |
| Pierre-Théodore Verhaegen                   | Liberaal  | Brussel       | |
| Ernest de Steenhault de Waerbeek            | Liberaal  | Brussel       | |
| Albert Goblet d'Alviella                    | Liberaal  | Brussel       | Vervangt vanaf 8 november 1854 Adolphe Roussel, die bij de tussentijdse verkiezingen niet meer opkwam. |
| François Anspach                            | Liberaal  | Brussel       | |
| Eugène Prévinaire                           | Liberaal  | Brussel       | |
| Jean-Marie de Man d'Attenrode               | Katholiek | Leuven        | |
| Edmond de la Coste                          | Katholiek | Leuven        | |
| Louis Landeloos                             | Katholiek | Leuven        | |
| Léon de Wouters d'Oplinter                  | Katholiek | Leuven        | |
| Félix de Merode                             | Katholiek | Nijvel        | |
| Edouard Mercier                             | Katholiek | Nijvel        | |
| Hippolyte Trémouroux                        | Liberaal  | Nijvel        | |
| François Mascart                            | Liberaal  | Nijvel        | |
| Paul Devaux                                 | Liberaal  | Brugge        | |
| Jean-Baptiste Adolphe Coppieters 't Wallant | Liberaal  | Brugge        | Vervangt vanaf 13 december 1853 Ernest Peers, die om beroepsredenen ontslag neemt. |
| Antoine Sinave                              | Liberaal  | Brugge        | |
| Désiré de Haerne                            | Katholiek | Kortrijk      | |
| Pierre Tack                                 | Katholiek | Kortrijk      | Vervangt vanaf 8 november 1854 Ernest Vandenpeereboom (Liberaal), die bij de tussentijdse verkiezingen niet herkozen raakte. |
| Bernard Boulez                              | Katholiek | Kortrijk      | |
| Jean-Ignace Van Iseghem                     | Liberaal  | Oostende      | |
| Pierre De Breyne                            | Liberaal  | Diksmuide     | |
| Pierre Calmeyn                              | Katholiek | Veurne        | Vervangt vanaf 8 november 1854 Joseph Clep, die bij de tussentijdse verkiezingen niet meer opkwam. Calmeyn is secretaris vanaf 25 april 1855. |
| Felix de Mûelenaere                         | Katholiek | Tielt         | |
| Philippe Le Bailly de Tilleghem             | Katholiek | Tielt         | |
| Barthélémy Dumortier                        | Katholiek | Roeselare     | |
| Alexander Rodenbach                         | Katholiek | Roeselare     | |
| Charles-Louis Van Renynghe                  | Katholiek | Ieper         | |
| Jules Malou                                 | Katholiek | Ieper         | |
| Alphonse Vandenpeereboom                    | Liberaal  | Ieper         | |
| Jean De Naeyer                              | Katholiek | Aalst         | Ondervoorzitter vanaf 25 april 1855. |
| Mathieu de Ruddere de te Lokeren            | Katholiek | Aalst         | |
| Auguste De Portemont                        | Katholiek | Aalst         | |
| Léon Victor Jean Thienpont                  | Katholiek | Oudenaarde    | |
| Théodore Van der Donckt                     | Katholiek | Oudenaarde    | |
| Yves Magherman                              | Katholiek | Oudenaarde    | |
| Josse Delehaye                              | Liberaal  | Gent          | Vanaf 25 april 1855 parlementsvoorzitter. |
| Henri t'Kint de Roodenbeke                  | Liberaal  | Gent          | |
| Léopold Maertens                            | Liberaal  | Gent          | Secretaris. |
| Ferdinand Manilius                          | Liberaal  | Gent          | |
| Edmond Van Grootven                         | Liberaal  | Gent          | |
| Pierre van Remoortere de Naeyer             | Liberaal  | Gent          | |
| Emile Van Hoorebeke                         | Liberaal  | Gent          | |
| Léandre Desmaisières                        | Katholiek | Eeklo         | |
| Theodoor Janssens                           | Katholiek | Sint-Niklaas  | |
| Theodoor de T'Serclaes de Wommersom         | Katholiek | Sint-Niklaas  | |
| Isidore Van Overloop                        | Katholiek | Sint-Niklaas  | |
| Pierre de Decker                            | Katholiek | Dendermonde   | |
| Charles Vermeire                            | Katholiek | Dendermonde   | Secretaris. |
| Constantin Van Cromphaut                    | Katholiek | Dendermonde   | Vervangt vanaf 9 november 1853 de overleden Prosper de Kerchove de Denterghem. |
| Adolphe Dechamps                            | Katholiek | Charleroi     | |
| Jean Pirmez                                 | Liberaal  | Charleroi     | |
| Aristide Brixhe                             | Katholiek | Charleroi     | |
| Hippolyte Lange                             | Liberaal  | Bergen        | |
| Charles de Royer de Dour                    | Liberaal  | Bergen        | |
| Emile Laubry                                | Liberaal  | Bergen        | |
| Charles Rousselle                           | Liberaal  | Bergen        | Ondervoorzitter vanaf 14 november 1855. |
| Henri Ansiau                                | Liberaal  | Zinnik        | Secretaris. |
| Louis Matthieu                              | Katholiek | Zinnik        | |
| Louis Faignart                              | Katholiek | Zinnik        | |
| Auguste Dumon                               | Liberaal  | Doornik       | Secretaris tot 30 maart 1855. |
| Ferdinand Visart de Bocarmé                 | Liberaal  | Doornik       | |
| Charles Le Hon                              | Liberaal  | Doornik       | |
| Henri Julien Allard                         | Liberaal  | Doornik       | |
| Martin Jouret                               | Liberaal  | Aat           | |
| Frédéric de Sécus                           | Katholiek | Aat           | Quaestor. |
| Joseph de Riquet de Caraman Chimay          | Katholiek | Thuin         | |
| Edouard Dequesne                            | Liberaal  | Thuin         | |
| François Dautrebande                        | Liberaal  | Hoei          | |
| Joseph Lebeau                               | Liberaal  | Hoei          | |
| Guillaume Lejeune                           | Liberaal  | Borgworm      | |
| Walthère Frère-Orban                        | Liberaal  | Luik          | |
| Charles Lesoinne                            | Liberaal  | Luik          | |
| Emile de Bronckart                          | Liberaal  | Luik          | Vervangt vanaf 11 maart 1853 de overleden Pierre Destriveaux. |
| Noël Delfosse                               | Liberaal  | Luik          | Parlementsvoorzitter tot 24 april 1855. |
| Charles Nicolas Deliège                     | Liberaal  | Luik          | |
| Dieudonné Closset                           | Liberaal  | Verviers      | |
| Gérard Moreau                               | Liberaal  | Verviers      | |
| Victor David                                | Liberaal  | Verviers      | |
| Barthélémy de Theux de Meylandt             | Katholiek | Hasselt       | |
| Henri de Pitteurs                           | Liberaal  | Hasselt       | |
| Charles Vilain XIIII                        | Katholiek | Maaseik       | Ondervoorzitter tot 30 maart 1855. |
| Maximilien de Renesse                       | Liberaal  | Tongeren      | |
| Louis Julliot                               | Liberaal  | Tongeren      | |
| Jean-Pierre Lambin                          | Katholiek | Bastenaken    | Vervangt vanaf 9 november 1854 Constant d'Hoffschmidt (Liberaal), die bij de tussentijdse verkiezingen niet herkozen raakte. |
| Victor Tesch                                | Liberaal  | Aarlen        | |
| Théodore Jacques                            | Katholiek | Marche        | Vervangt vanaf 6 december 1854 Henri Orban-Francotte (Liberaal), wiens verkiezing ongeldig werd verklaard. Jacques zetelde voor de tussentijdse verkiezingen van juni 1854 eveneens voor het arrondissement Marche in de Kamer (als liberaal), maar werd bij deze verkiezingen in eerste instantie niet herkozen. |
| Edouard De Moor                             | Liberaal  | Neufchâteau   | Vervangt vanaf 8 november 1854 Louis Orban de Xivry (Katholiek), die bij de tussentijdse verkiezingen niet herkozen raakte. |
| Jean-Baptiste Pierre                        | Liberaal  | Virton        | |
| Georges de Baillet Latour                   | Liberaal  | Philippeville | Quaestor. |
| Xavier Victor Thibaut                       | Katholiek | Dinant        | |
| Hadelin de Liedekerke Beaufort              | Katholiek | Dinant        | |
| François Moncheur                           | Katholiek | Namen         | |
| Armand Wasseige                             | Katholiek | Namen         | Vervangt vanaf 14 november 1854 Constantin Moxhon (Liberaal), die bij de tussentijdse verkiezingen niet herkozen raakte. |
| Xavier Lelièvre                             | Liberaal  | Namen         | |